# HD 39752
HD 39752，又名CD-38 2270，SAO 196274、HR 2055，是一颗恒星，视星等为6.7，位于銀經244.45，銀緯-27.4，其B1900.0坐标为赤經5h 49m 26.7s，赤緯-38° -27.4′ 50″。